# Moorfleeter SV
Der Moorfleeter Sportverein von 1928 e.V. war ein deutscher Sportverein aus dem Hamburger Stadtteil Moorfleet. 

## Geschichte

### Fußball
Die erste Herren-Mannschaft erreichte nach dem Ende des Zweiten Weltkriegs in der B-Klasse Hamburg mit 14:6 Punkten den zweiten Platz und stieg somit in die A-Klasse Hamburg auf, von der sie in die zur Saison 1949/50 eingeführten Kreisklasse Ost Hamburg überging. Die erste Frauen-Mannschaft qualifizierte sich für die Hauptrunde des DFB-Pokals der Saison 1993/94. Nach einem Freilos in der ersten Runde, traf die Mannschaft in der zweiten Runde auf den damaligen VfR Eintracht Wolfsburg und unterlag mit 1:9. Im Jahr 1994 fusionierte der Verein mit dem Ochsenwerder SV zum SV Ochsenwerder-Moorfleet, welcher wiederum im Jahr 1999 mit dem TSV Kirchwerder zum heutigen SC Vier- und Marschlande fusionierte.